# Gagarinita-(Y)
La gagarinita-(Y) és un mineral de la classe dels halurs. Anomenada així en honor de Iuri Gagarin, el primer cosmonauta. És l'anàleg d'itri de la gagarinita-(Ce) i l'anàleg d'itri i calci de la polezhaevaita-(Ce).

## Característiques
La gagarinita-(Y) és un halur de fórmula química NaCaYF₆. Cristal·litza en el sistema hexagonal. La seva duresa a l'escala de Mohs és 4,5.
Segons la classificació de Nickel-Strunz es troba classificada al grup 3.AB. (Halurs simples sense aigua). Comparteix grup amb els següents minerals: Fluorocronita, tolbachita, Sel·laïta, Cloromagnesita, coccinita, Scacchita, Fluorita, Frankdicksonita, Strontiofluorita, lawrencita, Gagarinita-(Ce) i Polezhaevaïta-(Ce).

## Formació i jaciments
S'ha descrit al Kazakhstan, als Estats Units i a Sud-amèrica, en granits i sienites alcalins metasomatitzats rics en sodi.